# Martin Rapaport
Martin Rapaport, de nacionalidad estadounidense, es el fundador de Rapaport Diamond Report. Comenzó su carrera como divisor de piedras en Amberes y se trasladó en 1975 a la ciudad de Nueva York. Es conocido como un incomformista respecto a la industria del diamante, y lucha por lograr un comercio justo en la misma. Es miembro del World Diamond Council que patrocina Jewelers for Children y uno de los primeros participantes en el Proceso de Kimberley.
También organiza anualmente la Rapaport International Diamond Conference en Nueva York, que a menudo sirve de foro entre la industria del diamante, las ONG relacionadas con esta industria y las agencias gubernamentales de distintos países.
Es conocido por luchar por los derechos de los mineros de diamante en el tercer mundo tratando de lograr sueldos justos para ellos.